# Richard Howitt (Politiker)

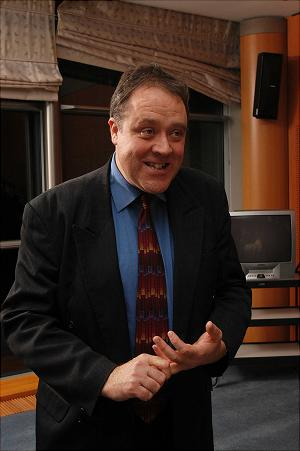
Richard Howitt

Richard Howitt (* 5. April 1961 in Reading, Berkshire) ist ein britischer Politiker der Labour Party.

## Leben
Nach dem Besuch einer Gesamtschule studierte Howitt Politikwissenschaften, Philosophie und Wirtschaft an der Universität Oxford. Er schloss sein Studium mit einem BA-Abschluss in diesen Fächern im Jahr 1982 ab. Er besitzt zudem ein Postgraduiertendiplom in Management Studies von der Universität von Hertfordshire. Nach dem Studium arbeitete er vier Jahre lang im Bereich der Verbände und acht Jahren für eine Behindertenorganisation Howitt war Mitglied des Harlow District Council von 1983 bis 1995, davon drei Jahre als Leiter der Versammlung. 1987 war er Kandidat der Labour Party in Billericay bei den allgemeinen Wahlen. Richard Howitt ist ein Mitglied von der Labour-Partei Forums für nationale Politik seit 1994 und  war von 1999  bis 2016 Abgeordneter des Europäischen Parlamentes.

## Tätigkeiten als EU-Abgeordneter
Im EU-Parlament war Howitt als Mitglied und Stellvertreter in folgenden Ausschüssen und Delegationen tätig:
Als Mitglied im Ausschuss für auswärtige Angelegenheiten, im Unterausschuss Menschenrechte und in der Delegation im Gemischten Parlamentarischen Ausschuss EU-Türkei.
Als Stellvertreter war er zusätzlich engagiert im Ausschuss für Beschäftigung und soziale Angelegenheiten, im Unterausschuss für Sicherheit und Verteidigung, in der Delegation für die Beziehungen zu Afghanistan, sowie in der Delegation für die Beziehungen zu den Ländern Südasiens und in der Delegation für die Beziehungen zur Parlamentarischen Versammlung der NATO.